# マラヤーラム語映画
マラヤーラム語映画（マラヤーラムごえいが、Malayalam cinema）は、インドの映画のうちマラヤーラム語で製作された映画であり、ケララ州南部に拠点を置く映画産業を指す。「モリウッド(Mollywood)」の通称で知られ、インドにおいて4番目の規模を誇る映画産業である。

## 概要

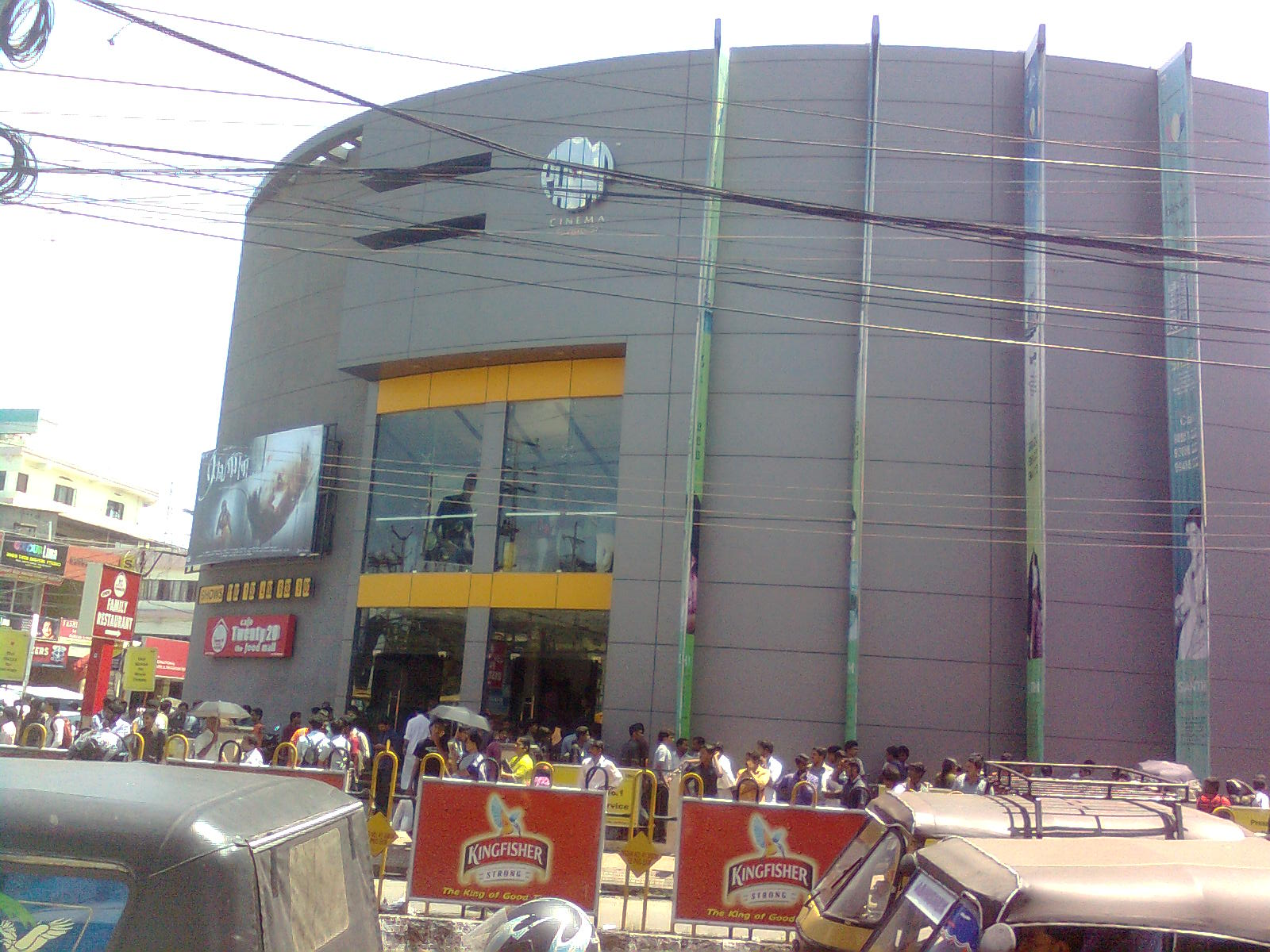
コーチの映画館パドマ・シネマズ

1947年以前のマラヤーラム語映画はサイレント映画2本、トーキー映画3本のみしか製作されておらず、本格的な製作活動が行われるようになったのは20世紀後半に入ってからだった。これはケララ州政府の財政支援政策が実施されたことが大きく影響しており、マラヤーラム語映画の年間製作本数は6本（1950年代）、30本（1960年代）、40本（1970年代）と増加し、1980年代には127本の映画が製作された。
1920年代初頭のマラヤーラム語映画の産業拠点はティルヴァナンタプラムに置かれており、1940年代後半までに産業は急速な発展を遂げた。その後、産業拠点は南インド映画の中心地だったマドラスに移行し、1980年代後半までに再びケーララ州に戻った。現在のマラヤーラム語映画ではロケーション撮影、スタジオ撮影、プロダクション、ポストプロダクションの大半はティルヴァナンタプラムとコーチで行われており、複数のメディアではコーチをマラヤーラム語映画の産業拠点と報じている。
マラヤーラム語映画は撮影技法とストーリーラインが現実主義的なことで知られ、『死の玉座』『Vanaprastham』は第52回カンヌ国際映画祭の「ある視点」部門で上映された。また、『死の玉座』はカメラ・ドールを受賞している。1982年公開の『Elippathayam』はロンドン映画祭でサザーランド杯を受賞し、英国映画協会の「最も想像的なオリジナル映画」に選ばれている。ラジーヴ・アンチャルの『Guru』、サリーム・アフマドの『アブ、アダムの息子』はアカデミー外国語映画賞インド代表作品に選ばれている。アドゥール・ゴーパーラクリシュナンの『Mukhamukham』『Anantaram』『Mathilukal』『従属する者』『マン・オブ・ザ・ストーリー』『Nizhalkuthu』はFIPRESCI賞を受賞した。この他に国際的な評価を得た作品はシカゴ国際映画祭で賞状、カンヌ国際映画祭で撮影賞を受賞した『Chemmeen』、第31回カンヌ国際映画祭などで31の映画賞を受賞した『Piravi』、イタリアのベルガモ映画会議でブロンズ・ローザ・カムナを受賞した『Swaham』、インド初の3D映画『My Dear Kuttichathan』、マラヤーラム語映画初のシネマスコープ映画『Thacholi Ambu』がある。
2010年代に入り、マラヤーラム語映画はスリランカで人気を集めている。これはシンハラ人とマラヤーリの文化的類似性が共感を得ているためと分析されている。

## 歴史

### 1950年代以前
1907年にトリシュールにおいて手動操作の映写機を備えた最初の映画館がカットゥーカラン・ヴァラニー・ジョゼフによって設立され、これがケララ州における最初の映画館となった。1913年にはカットゥーカランによって同地に常設劇場「ジョゼ・エレクトリック・バイオスコープ」が設立され、この劇場は現在では「ジョゼ・シアター」と呼ばれている。
1930年に最初のマラヤーラム語映画『Vigathakumaran』が公開された。同作は1928年に製作が始まり、1930年10月23日にティルヴァナンタプラムのキャピタル・シアターで上映された。同作の監督・プロデューサー・脚本を務めたJ・C・ダニエルは実業家で映画業界での経験は皆無だったが、現在では「マラヤーラム語映画の父」と呼ばれている。彼は同作の製作に当たり、ケーララ州初の映画スタジオ「トラヴァンコール・ナショナル・ピクチャーズ」を設立している。1933年にC・V・ラーマン・ピラーイの小説を原作としたP・V・ラオの『Marthanda Varma』が公開されたが、公開4日後に著作権を巡り訴訟問題に発展し、フィルムは没収された。
1938年に最初のマラヤーラム語トーキー映画『Balan』が公開され、S・ノッタニが監督、ムトゥクラム・ラガヴァン・ピラーイが脚本を手掛けた。同作は現在のタミル・ナードゥ州セーラムのモダン・シアターズで製作された。ノッタニは1940年に『Gnanambika』を監督し、1941年にはK・スブラーマニアムが『Prahlada』を監督している。
1947年以前のマラヤーラム語映画はタミル人プロデューサーによって製作されていた。最初にマラーティー語映画に参入したマラヤーリはP・J・チェリアンであり、彼の参入後にマラヤーラム語映画は大きな変化を遂げた。彼は1948年にジョゼフ・チェリアン（息子）、ベイビー・ジョゼフ（義理の娘）を主演に迎えて『Nirmala』を製作し、「上流階級の人間は演技をしない」というタブーを破り、家族の多くをプロデュース作品に起用した。また、家族向けの社会テーマを題材にし、映画産業における音楽やプレイバックソングの導入を行ったパイオニアとなった。著名な詩人G・サンカラ・クラップが作詞したプレイバックソングは大衆の人気を集め、これ以降マラヤーラム語映画においてダンス・ソング・シークエンスは重要な要素として認識されるようになった。

### 1950年代
マラヤーラム語映画は常に文学、ドラマ、政治の要素を取り入れた社会問題をテーマに製作しており、1951年に公開された『Jeevitha Nouka』は大家族制を題材にしたミュージカル映画だった。1954年公開の『Neelakuyil』は国家映画賞 マラヤーラム語長編映画賞を受賞した最初の作品となった。同作は著名なマラヤーラム語詩人ウルーブが脚本を手掛け、P・バースカランとラーム・カリアットが共同監督を務めた。1955年公開の『Newspaper Boy』はネオレアリズモの影響を受けた貧困問題を題材にしたドラマ映画で、監督のP・ラームダスを始め製作スタッフ全員が大学生だったことが注目を集めた。
映画音楽は従来の主流だったタミル語・ヒンディー語楽曲の模倣を離れ、P・バースカランやO・N・V・クラップなどの作詞家が登場した。また、ラクシュマナン兄弟、V・ダクシナムールティ、G・デーヴァラージャン、バーブラージなどの作曲家が独自のマラヤーラム語音楽を手掛けるようになった。

### 1960年代

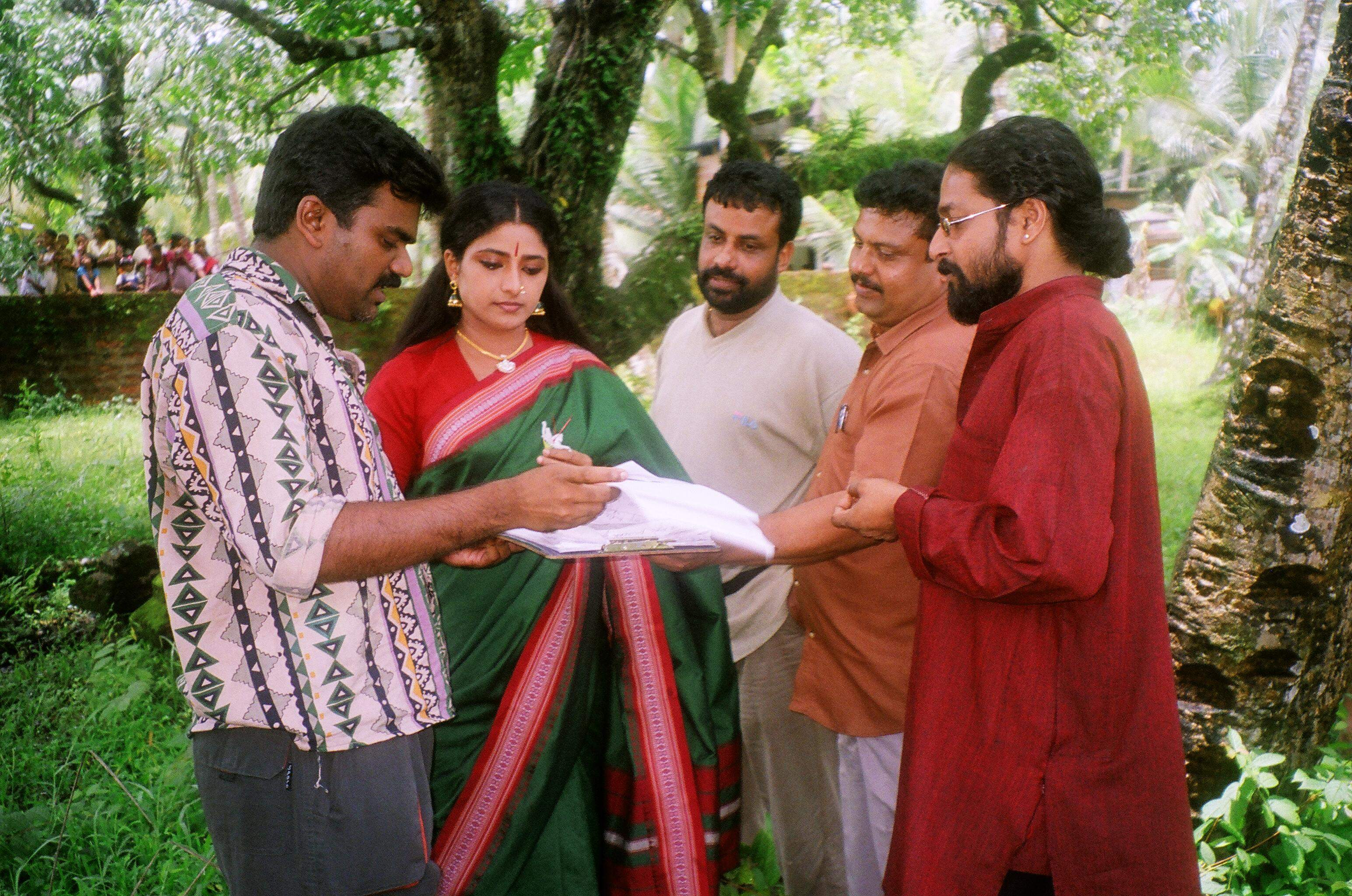
マラヤーラム語映画の撮影風景

『Neelakuyil』の共同監督だったラーム・カリアットとP・バースカランは、1960年代から1970年代にかけて成功を収めた監督となった。この年代の代表作には『Odayil Ninnu』『Bhargavi Nilayam』『Chemmeen』『Murappennu』『Iruttinte Athmavu』がある。1961年には最初のマラヤーラム語カラー映画『Kandam Becha Kottu』が公開された。ラーム・カリアットが監督した『Chemmeen』は大衆の人気を集め、南インド映画で初めて国家映画賞 長編映画賞を受賞した。
1960年代のマラヤーラム語映画はナショナリストと社会主義者が製作に関わることが多く、カーストと階級間搾取、反啓蒙主義者との闘い、封建階級の衰退、大家族制の分裂などの社会問題を題材とした映画が主流となった。この年代ではM・クリシュナン・ナーヤル、クンチャコ、P・スブラーマニアムなどの映画製作者が活躍し、特にクンチャコはウダイ・ピクチャーズを設立して映画産業のマドラス依存の脱却を図り、ケララ州内での映画製作を促進するなどマラヤーラム語映画界に多大な貢献を果たした。また、時世代を牽引するP・N・メーノーン、ゴーヴィンダン・アラヴィンダン、アドゥール・ゴーパーラクリシュナンなどが登場した。

### 1970年代

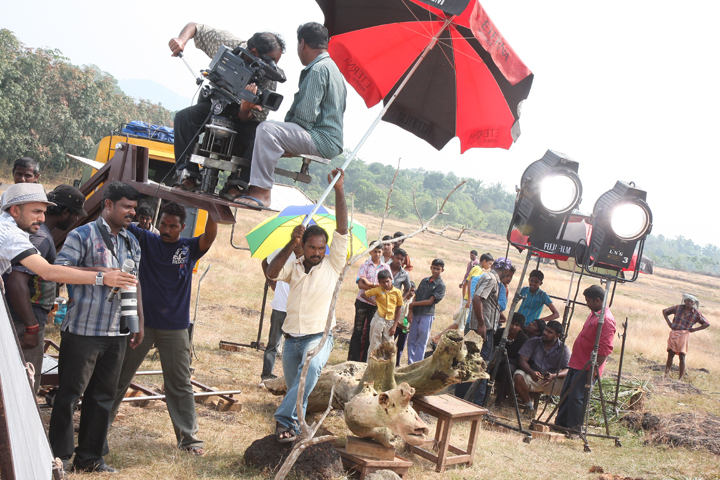
マラヤーラム語映画の撮影風景

1970年代に入り、マラヤーラム語映画に新しい潮流が生まれた。映画産業の社会運動の発展により、イタリアとフランスのニューウェーブ監督の作品が輸入されたためである。そんな中、マラヤーラム語映画にはパラレル映画が登場し、1972年にゴーパーラクリシュナンが監督した『Swayamvaram』は国際市場にマラヤーラム語映画を認知させる契機となった。1973年にM・T・ヴァスデーヴァン・ナーヤルが監督した『Nirmalyam』は国家映画賞長編映画賞を受賞し、1975年にアラヴィンダンが監督した『Uttarayanam』は国家映画賞マラーティー語長編映画賞を受賞している。この年代ではマンカダ・ラヴィ・ヴァルマ、P・S・ニヴァス、シャジ・N・カルンが国家映画賞 撮影賞を受賞している。また、P・G・ヴィスワンバーランが『Ozhukinethire』で監督デビューし、続けて『Sathyavan Savithri』を製作した。この他にM・G・ソマン、スクマーラン、サディールなどの俳優が労働者階級の問題を題材にした映画で活躍し、その中でジャヤンは純粋なアクション映画のジャンルを確立し、マラヤーラム語映画における最初の商業映画スターとされている。しかし、彼は『Kolilakkam』の撮影中に事故死し、確立されたアクション映画のジャンルは短命に終わった。

### 1980年代
1980年代のマラヤーラム語映画は、ユーモアと憂鬱さが混在した簡潔なストーリーによって描かれる日常を題材とした作品が主流となった。K・G・ジョージは1982年に『Yavanika』を監督して高い評価を得ており、同時期にはハリハランが監督、M・T・ヴァスデヴァン・ナーイルが脚本を手掛けた『Panchagni』『Nakhakshathangal』『Aranyakam』『Oru Vadakkan Veeragatha』が製作され、ジョン・エイブラハムは大衆から直接製作費を集めて『Amma Ariyaan』などの作品を製作した。この年代にはプリヤダルシャン、サティヤン・アンティカダン、カマル、シッディーキー＝ラールなどの監督が登場した。1989年にシャジ・N・カルンが監督した『Piravi』はマラヤーラム語映画で初めてカメラ・ドールを獲得した。
モーハンラールとマンムーティは、この時期にマラヤーラム語映画のスター俳優として登場し、モーハンラールは国家映画賞を5回、マンムーティは3回受賞している。

### 1990年代

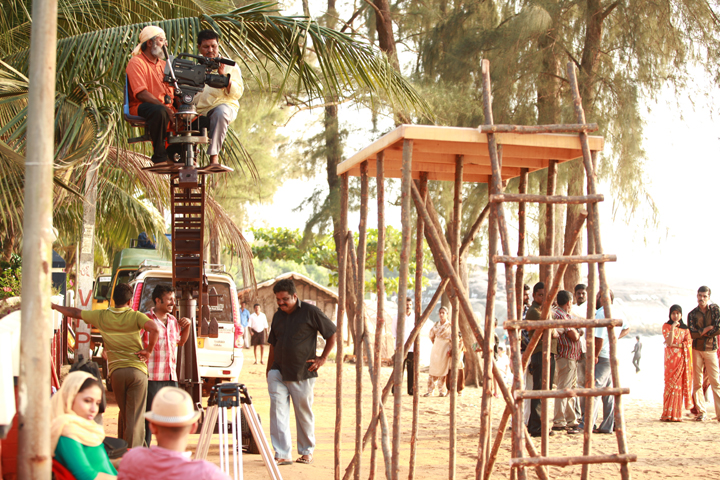
マラヤーラム語映画の撮影風景

1990年代にはゴーパーラクリシュナンの『Mathilukal』、ヴィスワンバーランの『Kattu Kuthira』、バーラタンの『Amaram』、カマルの『Ulladakkam』、プリヤダルシャンの『Kilukkam』、シビ・マライルの『Kamaladalam』、I・V・サシの『Devasuram』、ファーシルの『Manichitrathazhu』、T・V・チャンドランの『Ponthan Mada』、バードランの『Spadikam』、シャジ・カイラスの『Commissioner』『The King』、シッディーキーの『Hitler』、ジャヤラージの『Desadanam』が製作された。
シャジ・N・カルンの『Swaham』はカンヌ国際映画祭コンペティション部門で上映された最初のマラヤーラム語映画であり、パルム・ドールにノミネートされた最初のマラヤーラム語映画でもある。1997年にラジーヴ・アンチャルが監督した『Guru』はアカデミー外国語映画賞インド代表作品に選ばれた最初のマラヤーラム語映画となった。1999年にムラリ・ナイールが監督した『死の玉座』は第52回カンヌ国際映画祭でカメラ・ドールを受賞している。

### 2000年代
2000年代に入るとマラヤーラム語映画の品質は低下し、黄金期に活躍した監督たちも興行面・批評面で評価を得られずにいた。その結果、パラレル映画と主流映画との間のギャップが拡大した。2001年公開の『The Guard』は、世界で初めて出演者が1人（カラバワン・マニ）のみで製作された映画として注目を集めた。この年代はスラップスティックが主流となり、ジョニー・アントニーの『C.I.D. Moosa』、ラール・ジョゼの『Meesa Madhavan』、サシ・シャンカルの『Kunjikoonan』などが製作された。同時に過去のヒット作の続編映画が数多く製作され、代表作として『Meghamalhar』『Madhuranombarakattu』『Nandanam』『Perumazhakkalam』『Kaazhcha』などがある。2008年にはマラヤーラム映画アーティスト協会の活動資金確保の一環として『Twenty:20』が製作された。

### 2010年代

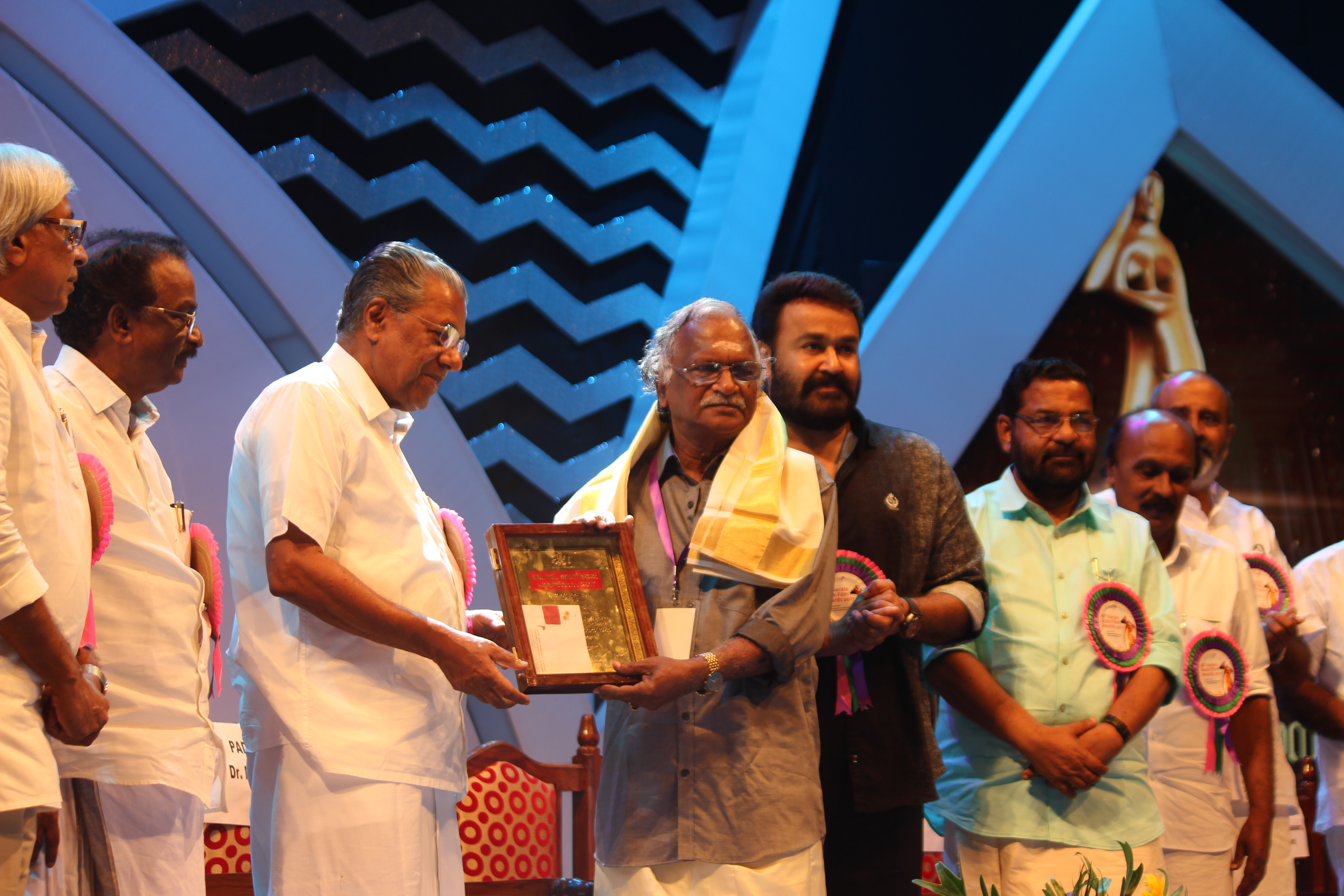
J・C・ダニエル賞を受賞するスリークマラン・タンピ（2017年）

マラヤーラム語映画は質の劣化により数年間の停滞を生んだ後、2010年代に入りニュー・ジェネレーション映画の監督たちによって産業が復興された。ニュー・ジェネレーション映画の特徴は、新鮮で型破りな題材と技術的に進化した新しい物語にあり、これらの映画は過去年間のマラヤーラム語映画とは異なる作品として登場し、映画産業に新しい潮流を作り出した。ニュー・ジェネレーション映画のフォーマットは国際的あるいはインド国内のトレンドに強く影響されているが、それらの題材はいずれもマラヤーリの生活に根差した形式が整えられている。ニュー・ジェネレーション映画は「過去のマラヤーラム語映画の栄光を取り戻した」として高い評価を得ている。
2011年にサリーム・アフマドが監督した『アブ、アダムの息子』はアカデミー外国語映画賞インド代表作品に選ばれた史上2本目のマラヤーラム語映画となり、同年公開の『Christian Brothers』は当時最も広範囲に配給されたマラヤーラム語映画となり、ケララ州154センター、インド各州90センター、国外80センターで上映された。この記録は2014年に公開されたアルン・ヴァイディヤナサンの『Peruchazhi』によって破られ、同作は国内外500スクリーンで上映された。2013年に公開された『Drishyam』は興行収入が5億ルピーを超えた最初のマラヤーラム語映画となり、4言語映画でリメイクされている。2016年公開の『Pulimurugan』は、興行収入が10億ルピーを超えた最初のマラヤーラム語映画となった。

## マラヤーラム語映画の人材

### 映画製作者
最初のマラヤーラム語映画『Vigathakumaran』を製作したJ・C・ダニエルは、同作で監督の他にプロデューサー、脚本、主演を務めている。彼はプラーナ文献を原作とする当時のインド映画と異なり、社会問題を題材に選んでいる。同作は興行的に失敗したものの、その後のマラヤーラム語映画の道を開いた「マラヤーラム語映画の父」と認識されている。1950年代までマラヤーラム語映画にはヒット作を製作できる監督が存在しなかったが、1958年にヒットを記録した『Neelakuyil』が登場し、共同監督を務めたP・バースカランとラーム・カリアットが脚光を浴びた。この他に1950年代に人気を集めた監督には、『Newspaper Boy』のP・ラームダスがいる。1960年代から1970年代にかけてはラーム・カリアットが人気を集め、『Neelakuyil』で撮影監督を務めたA・ヴィンセントも映画監督として活躍するようになった。
1970年代にマラヤーラム語映画は転換期を迎え、パラレル映画が登場した。このジャンルの中心人物として台頭したのがゴーヴィンダン・アラヴィンダンとアドゥール・ゴーパーラクリシュナンだった。また、ジョン・エイブラハムやP・A・バッカーは政治的題材を取り込み、マラヤーラム語映画に新しいジャンルを確立した。1970年代後半には、パラレル映画の深遠なテーマ性と大衆映画の娯楽性を兼ね合わせた「中流映画(middle-stream cinema)」が登場し、このジャンルを牽引した監督としてP・N・メーノーン、I・V・サシ、P・G・ヴィスワンバーラン、バーラタン、K・G・ジョージ、パドマラージャンが挙げられる。
1980年代から1990年代にかけて各ジャンル間の境界が狭まり、若手の監督がマラヤーラム語映画に登場した。代表的な監督にはプリヤダルシャン、バードラン、ファーシル、ジョーシー、ハリハラン、K・マドゥ、サティヤン・アンティカダン、カマル、シッディーキー＝ラールがいる。また、著名な脚本家としてT・ダモダラン、アンバザティール・カルナカラン・ロヒザダス、シュリーニヴァサンが挙げられる。
2000年代は映画の品質が低下したものの、シャジ・N・カルン、レニン・ラジェンドラン、シャーマプラサード、ジャヤラージはヒット作を監督して高い評価を得ている。この時期にはブレッシー、ラール・ジョゼ、ランジート、ローシャン・アンドリュース、アマル・ニーラド、アーシク・アブ、Dr.ビジュ、ヴィニート・シュリーニヴァサン、リジョー・ジョーズ・ペッリシェーリが登場した。

### 作曲家・歌手
ケーララ州において、マラヤーラム語映画音楽は最も人気のある音楽として定着している。映画産業の発展以前はタミル語映画とヒンディー語映画の音楽が人気を集めていた。1948年公開の『Nirmala』で初めてプレイバックソングが映画に取り入れられ、作曲はP・S・ディヴァカルが手掛け、歌手としてP・リーラー、T・K・ゴーヴィンダ・ラオ、ヴァスデーヴァ・クラップ、C・K・ラガヴァン、サロージニ・メノン、ヴィマラ・V・ヴァルマが参加している。この中でヴィマラ・V・ヴァルマはマラヤーラム語映画における最初のプレイバックシンガーとされている。
初期のプレイバックソングは、タミル語映画やヒンディー語映画でヒットした曲を使用する傾向にあったが、1950年代に入ると多くの詩人やミュージシャンが独自の曲を作るようになった。1950年代半ばにはマラヤーラム語映画独自のアイデンティティを確立し、ラクマナン兄弟、G・デーヴァラージャン、V・ダクシナムールティ、M・S・バーブラージ、K・ラガヴァン、ヴァヤラール・ラーマヴァルマ、P・バースカラン、O・N・V・クラップ、スリークマラン・タンピなどの音楽監督、作詞家が登場した。この時代のプレイバックシンガーとしてはカムカラ・プルショーサマン、K・P・ウダヤバーヌ、A・M・ラージャー、P・リーラー、P・スシーラ、P・マドゥリ、S・ジャーナキがいる。これらのプレイバックシンガーはケーララ州で高い人気を集め、マラヤーラム語映画黄金時代（1960年代 - 1970年代）の一翼を担った。
後にマンナ・デイ、タラット・マフムード、ラタ・マンゲシュカル、アシャ・ボスレ、S・P・バーラスブラマニアムなどの非マラヤーリ・プレイバックシンガーが人気を集めた。また、ノウシャード、ウーシャ・カンナー、M・B・シュリーニヴァーサン、ラヴィ、シャーム、バッピー・ラヒーリー、ラクシュミカント＝ピヤリラール、サリル・チョーダリー、イライヤラージャー、ヴィシャール・バルドワージ、A・R・ラフマーンなど他の言語映画の作曲家も参入するようになった。1950年代後半から1970年代半ばのマラヤーラム語映画音楽の黄金時代に活躍した人物としてM・K・アルジュナン、M・S・ヴィシュワナーダン、A・T・ウメル、R・K・シェーカルが挙げられる。
1961年にデビューしたK・J・イエースダースはマラヤーラム語映画音楽に革命をもたらし、K・S・チトラと並ぶ人気プレイバックシンガーとなった。イエースダースは伝統音楽と映画音楽のファン双方から人気を集め、P・ジャヤチャンドランと共に1960年代から1970年代にかけてプレイバックソングを改革した。
1970年代に入ると西洋的でリズミカルな音楽が主流となり、シャームやK・J・ジョイ、ジェリー・アマルデヴが台頭した。ラヴィーンドランはジョンソン、M・G・ラーダクリシュナンと共にケーララの文化を取り込んだメロディアスでクラシックな音楽を作り出し、マラヤーラム語映画音楽において2度目の革命を主導した。この変革期にはプーヴァチャル・カディル、カヴァラム・ナーラーヤナ・パニッカル、ビチュ・ティルマラ、カイサプラーム・ダモダラン、V・マドゥスーダナン・ナーイル、ギリーシュ・プテンチェリー、カンナル・ラージャン、S・P・ヴェンカテーシュ、モハン・シサラ、オウセッパチャン、シャーレス、ヴィディヤーサーガルが登場した。
現代のマラヤーラム語映画ではラーフル・ラージ、プラシャーント・ピラーイ、シャーン・ラフマーン、ビジバール、ゴーピー・スンダル、アルフォンス・ジョゼフ、ラジェシュ・ムルゲサン、ラフィーク・アハメド、ヴァヤラール・サラース・チャンドラ・ヴァルマ、ヴィジャイ・イエースダース、シュウェタ・モーハン、マンジャーリ、ジョツナ・ラーダクリシュナンなどが活躍している。若手の作曲家の中にはラーフル・ラージやプラシャーント・ピラーイのように電子機器やデジタルサウンドなどを用いて作曲している。

## ランドマーク映画
| 年   | 作品                       | 監督                               | 備考 | 出典          |
| ---- | -------------------------- | ---------------------------------- | --- | ------------- |
| 1928 | Vigathakumaran             | J・C・ダニエル                     | マラヤーラム語映画初の長編映画。 | [ 52 ]        |
| 1933 | Marthandavarma             | P・V・ラオ                         | インド映画において初めて著作権侵害訴訟に発展した映画。 | [ 53 ]        |
| 1938 | Balan                      | S・ノッタニ                        | マラヤーラム語映画初のトーキー映画。 | [ 54 ]        |
| 1948 | Nirmala                    | P・V・クリシュナ・アイヤール       | マラヤーラム語映画で初めてプレイバックソングを導入した映画。 | [ 55 ]        |
| 1954 | Neelakuyil                 | P・バースカラン ラーム・カリアット | 国家映画賞マラヤーラム語長編映画賞を受賞した最初の映画。 | [ 42 ]        |
| 1955 | Newspaper Boy              | P・ラームダス                      | ネオレアリズモに基づき製作された最初のマラヤーラム語映画。製作スタッフのほぼ全員が学生で構成されていた。                                                           | [ 56 ]        |
| 1961 | Kandam Becha Kottu         | T・R・サンダラム                   | マラヤーラム語映画初のカラー映画。 | [ 57 ]        |
| 1964 | Bhargavi Nilayam           | A・ヴィンセント                    | マラヤーラム語映画初のホラー映画。 | [ 58 ]        |
| 1965 | Chemmeen                   | ラーム・カリアット                 | 国家映画賞長編映画賞を受賞した最初のマラヤーラム語映画。 | [ 59 ]        |
| 1965 | Murappennu                 | A・ヴィンセント                    | 初めて屋外撮影されたマラヤーラム語映画。 |               |
| 1966 | Iruttinte Athmavu          | P・バースカラン                    | P・バースカランとプレーム・ナジルの製作作品の中で高い評価を得ている。                                                                                              |               |
| 1967 | Chithramela                | T・S・ムティアー                   | マラヤーラム語映画初のアンソロジー映画。 | [ 60 ]        |
| 1972 | Swayamvaram                | アドゥール・ゴーパーラクリシュナン | パラレル映画のパイオニア的作品。国家映画賞 監督賞を受賞した最初のマラヤーラム語映画。                                                                              | [ 61 ]        |
| 1974 | Kanchana Sita              | ゴーヴィンダン・アラヴィンダン     | 南インド映画における自主映画のパイオニア的作品。 | [ 62 ]        |
| 1978 | Thacholi Ambu              | ナヴォダヤ・アッパチャン           | マラヤーラム語映画初のシネマスコープ映画。 | [ 63 ]        |
| 1982 | Padayottam                 | ジジョ・パンヌース                 | 南インド映画初の70mmフィルム映画。 | [ 64 ]        |
| 1984 | My Dear Kuttichathan       | ジジョ・パンヌース                 | インド映画初の3D映画。 | [ 19 ]        |
| 1986 | Amma Ariyan                | ジョン・エイブラハム               | 市民から製作費を集めて製作された最初のマラヤーラム語映画。英国映画協会の「インド映画トップ10」にランクインしている唯一の南インド映画。                             | [ 65 ] [ 66 ] |
| 1993 | O' Faby                    | K・スリークタン                    | インド映画初の実写・アニメーション混在映画。 | [ 67 ]        |
| 1994 | Swaham                     | シャジ・N・カルン                  | パルム・ドール候補に挙がった最初のマラヤーラム語映画。 |               |
| 1997 | Guru                       | ラジーヴ・アンチャル               | アカデミー外国語映画賞インド代表作品に選出された最初のマラヤーラム語映画。                                                                                         | [ 68 ]        |
| 2005 | Athbhutha Dweepu           | ヴィナヤン                         | 「世界で最も多くのドワーフを登場させた映画」としてギネス世界記録に登録されている。同時に主演俳優アジャイ・クマールも「世界で最も身長の低い俳優」として登録された。 | [ 69 ]        |
| 2006 | Moonnamathoral             | V・K・プラカーシュ                 | マラヤーラム語映画初のデジタル映画、HD映画、衛星配信映画。 | [ 70 ]        |
| 2009 | Kerala Varma Pazhassi Raja | ハリハラン                         | Blu-ray Discでソフト販売された最初のマラヤーラム語映画。 | [ 71 ]        |
| 2010 | Jalachhayam                | サティーシュ・カラティル           | カメラ付き携帯電話で撮影された最初のインド映画。 | [ 72 ]        |
| 2012 | Grandmaster                | B・ウンニクリシュナン              | 映画祭を除いてケーララ州外で字幕付き上映が行われた最初のマラヤーラム語映画。                                                                                       | [ 73 ]        |
| 2013 | Drishyam                   | ジートゥ・ジョゼフ                 | 興行収入が5億ルピーを超えた最初のマラヤーラム語映画。 | [ 40 ]        |
| 2016 | Pulimurugan                | ヴァイシャーク                     | 100カロール・クラブ入りを果たした最初のマラヤーラム語映画。 | [ 74 ]        |
| 2017 | Villain                    | B・ウンニクリシュナン              | マラヤーラム語映画初の8K映画。 | [ 75 ]        |
| 2019 | Lucifer                    | プリトヴィラージ・スクマーラン     | 興行収入が20億ルピーを超えた最初のマラヤーラム語映画。 |               |

## 祭典

### ケララ州映画賞
ケララ州映画賞は、マラヤーラム語映画を表彰する映画賞である。当初はケララ州文化局が主催していたが、1998年からはケララ州映画アカデミーが主催している。映画賞は1969年に創設され、文化局と映画アカデミーが任命した選考委員によって審査される。選考委員は通常、マラヤーラム語映画界の人物から任命される。

### ケララ国際映画祭
ケララ国際映画祭は、ケララ州都ティルヴァナンタプラムで開催される。1996年に初めて開催され、ケララ州映画アカデミーが主催している。毎年11月から12月の間に開催されており、インドにおける主要な映画祭の一つとして認知されている。

## 施設・組織

### 映画スタジオ

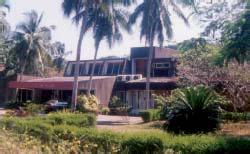
チトランジャリ・スタジオ

1926年にJ・C・ダニエルによってトラヴァンコール・ナショナル・ピクチャーズが設立され、これがケララ州で最初の映画スタジオとなった。1947年にクンチャコとK・V・コーシーによってウダヤ・ピクチャーズが設立され、同スタジオの存在によってマラヤーラム語映画の製作拠点はタミル・ナードゥ州からケーララ州へ段階的に移行された。1951年にP・スブラーマニアムがメリーランド・スタジオを設立し、この他に主要な映画スタジオとしてスリークリシュナ・スタジオ（1952年）、アジャンサ・スタジオ（1958年）、チスラレーカ・スタジオ（1965年）、ウマ・スタジオ（1975年）、ナヴォダヤ・スタジオ（1978年）、チトランジャリ・スタジオ（1980年）が設立された。このスタジオの中でアジャンサ・スタジオのみが現存していない。

### 組織
マラヤーラム映画芸術家協会は、マラヤーラム語映画のスタッフによって設立された団体である。同団体は映画動画の違法配信や加入俳優の利益の保護、業界内の問題の提起と解決を主な活動としている。この他にも保険、賃金改定や福利厚生、映画研究、年金、加入者の子供に対する教育ローンの運用も行っている。この他に業界団体としてケーララ映画製作者協会、ケララ映画配給業者協会、ケララ映画興行者連盟、ハイパーリンク・フィルムクラブが存在する。